# 深淵
深淵（しんえん）は、深い淵や水の深く淀んだ場所を指す語。英語の“abyss”に対応する。新共同訳聖書では創世記に登場する単語テホム（en:Tehom）の訳語として用いられている。
フレッド・ゲティングズ著『悪魔の辞典』によると、悪魔学においては「進化の終着点」を意味し、すなわち人間の行き着く最後の未来を意味する。これから連想が進み、ヨハネの黙示録のアバドンといったイメージになった。カバラの学者は深淵をマサク・マヴディルと表現し、落伍者の行き着く場所と解釈している。